# Nils Nilsson
Nils John Nilsson (Saginaw, 6 febbraio 1933 – Medford, 23 aprile 2019) è stato un informatico statunitense.
È stato uno dei padri fondatori dell'intelligenza artificiale.
Era il detentore della cattedra di Kumagai Professor of Engineering in Informatica alla Stanford University, un ruolo che ha ricoperto dalla creazione della cattedra nel 1990 fino alla sua morte. Era noto particolarmente per i suoi contributi nell'ambito degli algoritmi di ricerca, della pianificazione automatica, della rappresentazione della conoscenza e in robotica.

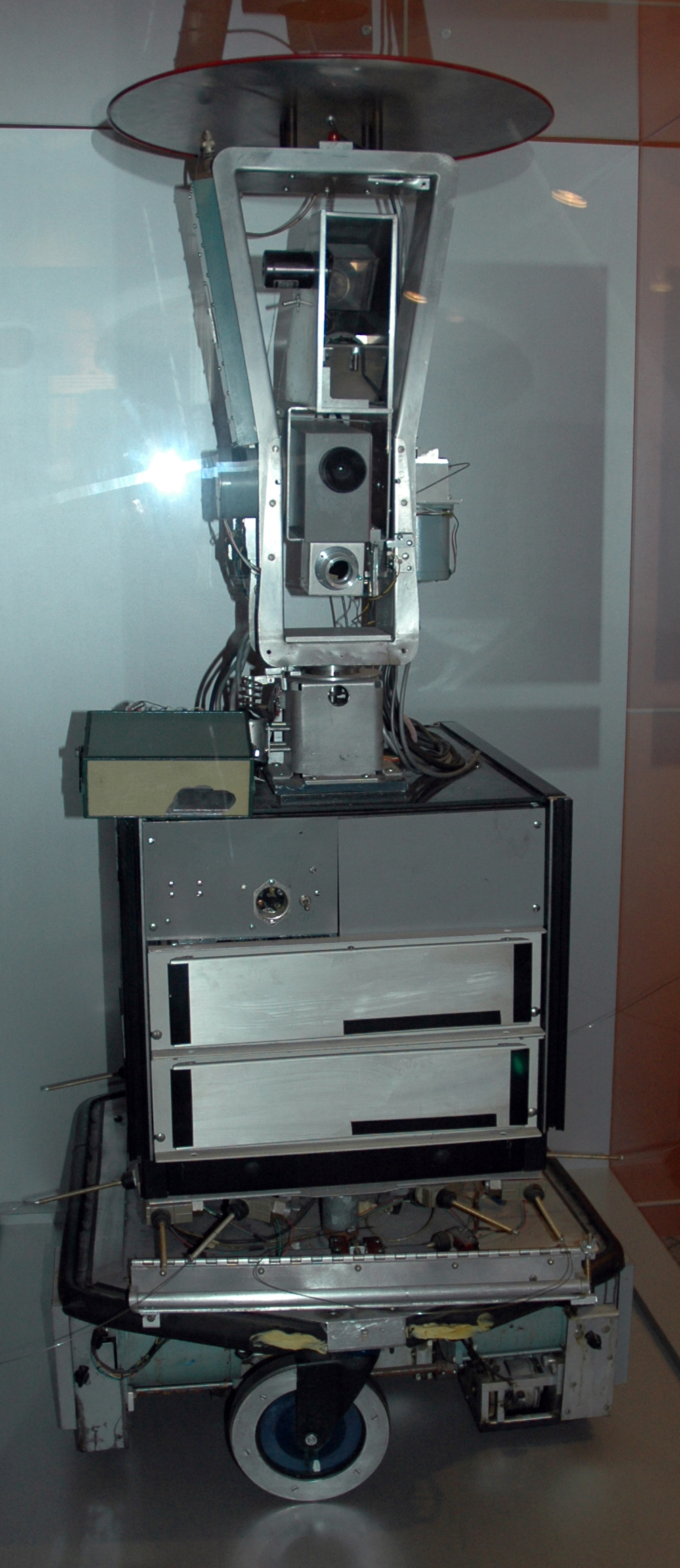
Shakey al Computer History Museum, Mountain View, California

## Biografia
Nato a Saginaw, Michigan, nel 1933, Nils Nilsson ha ottenuto il dottorato a Stanford nel 1958 con Willis Harman. Buona parte della sua carriera l'ha trascorsa al centro di ricerca SRI International.
Dal 1966, Nilsson, assieme a Charles A. Rosen e Bertram Raphael, ha diretto a l'équipe di ricerca che ha portato alla realizzazione di Shakey, il primo robot a costruire un modello dell'ambiente che lo circondava grazie ai suoi sensori, per poi elaborare dei piani di azione ed eseguirli con i propri attuatori. Il paradigma che vede un agente autonomo costruire un modello dell'ambiente nel quale evolve e per poi agire ragionando su questi dati, ha influenzato enormemente gli sviluppi dell'intelligenza artificiale. Anche se l'idea di partenza di usare la logica per elaborare un sistema automatico di ragionamento era stata espressa da John McCarthy in precedenza, il gruppo di Nilsson è stato il primo a darvi corpo in un agente fisico totalmente autonomo.
Nilsson ha anche sviluppato l'algoritmo A* per la ricerca euristica nei grafi e ha fondato il campo della pianificazione automatica temporale, poi detta pianificazione classica. Ha in seguito sviluppato il pianificatore STRIPS planner, le cui soluzioni tecniche sono alla base di buon numero di algoritmi di pianificazione successivi.
Nel 1985, Nilsson è diventato professore alla Stanford University e presidente del dipartimento d'informatica dal 1985 al 1990. È stato uno dei fondatori dalla AAAI (Associazione Americana di Intelligenza Artificiale) di cui è stato il quarto presidente (1982–83).
Ha scritto numerosi libri sull'intelligenza artificiale, due dei quali sono libri di testo ampiamente diffusi:  Nils Nilsson, Principles of Artificial Intelligence, Palo Alto, Tioga Publishing Company, 1980. e  Michael Genesereth e Nils Nilsson, Logical Foundations of Artificial Intelligence, Los Altos, California, Morgan Kaufmann, 1987..
Nel 2003 ha ricevuto il IJCAI Research Excellence Award. Nel 2011, Nilsson è stato inserito nella IEEE Intelligent Systems' AI's Hall of Fame per i suoi contributi significativi al campo dell'IA e dei sistemi intelligenti.